# Gisèle Cossard
Pour les articles homonymes, voir Cossard.
Gisèle Cossard Binon - Omindarewa, née le 31 mai 1923 à Tanger et morte le 21 janvier 2016, est une ancienne résistante française, une femme de lettres, une anthropologue et une prêtresse du candomblé, une religion afro-brésilienne, dans l’État de Rio de Janeiro. Elle est connue également sous le nom de Mãe Giselle de Iemanjá.

## Enfance
Sa famille, catholique et républicaine, appartient à la classe moyenne. Gisèle Cossard naît en 1923 à Tanger, au Maroc, où son père a servi comme militaire en 1919 (juste après la Première Guerre mondiale à laquelle il a participé), et où il est resté comme instituteur. Sa mère est professeur de musique et pianiste. Ses parents restent au Maroc jusqu'en 1925. Même si elle dit ne pas garder de souvenir de ce séjour africain,  Giselle Cossard a été marquée par la collection d'objets d'art que ses parents ont rapportée, ainsi que leurs récits de voyage qui constituaient pour elle « une source inépuisable d'émerveillement ».
Son père, désireux de ne pas rester instituteur, est reçu à l'agrégation en 1928. Il est nommé professeur à Nancy, puis, en 1933, à Paris. La famille fait construire une maison de trois étages dans un nouveau lotissement, à proximité du parc de Sceaux. L'année suivante, son père obtient d'être nommé au lycée Lakanal, à deux pas du domicile. Il s'engage également dans le syndicalisme des enseignants,.

## La Seconde Guerre mondiale
En 1939, avec le déclenchement de la Seconde Guerre mondiale, son père est de nouveau mobilisé. Il est fait prisonnier et envoyé en Allemagne. Gisèle et les autres membres de la famille quittent Paris en juin 1940 devant l'arrivée des troupes allemandes, dans un exode improvisé qui les conduit dans le centre de la France. Ils reviennent sur Paris, désormais en zone occupée, après l'armistice. En sa qualité d'ancien combattant de la guerre de 1914-1918, son père est libéré en 1942. Aussitôt, il s'emploie à entrer en relation avec la Résistance française.
Bientôt, la maison de Sceaux abrite dans sa cave une imprimerie clandestine de cartes d'identité et sert de cache à des aviateurs ou des personnes recherchées. Son futur mari, Jean Binon, membre d'un réseau de renseignement, trouve un moment refuge dans cette maison. Jean Binon est un ancien étudiant de l’École Normale supérieure de la rue d'Ulm, un littéraire de la promotion 1942. Réfractaire au STO, il fait partie en 1943 du groupe Vengeance. Il tisse patiemment un réseau d'action et de renseignement, faisant notamment appel à d'autres normaliens de la rue d'Ulm dont René Rémond, échappe aux arrestations en quittant son domicile pour celui des Cossard, et rejoint le réseau de renseignement Jade-Fitzroy. Gisèle se rend utile comme agent de liaison. Gisèle Cossard et Jean Binon se fiancent. En août 1944, au moment de la libération de Paris, Gisèle Cossard traverse les lignes de front, sur son vélo, pour rejoindre la Division Leclerc et lui apporter des informations sur les positions allemandes. Elle reçoit la croix de guerre 1939-1945, avec une citation à l'ordre de la Division Leclerc. Son fiancé, Jean Binon, défile sur les Champs-Élysées, le 26 août 1944, derrière le général de Gaulle. Pendant toute la période de l'occupation, elle connaît également les privations, l'approvisionnement étant rationné et partagé entre les occupants du domicile de Sceaux. À la fin de la guerre, en 1945, elle ne pèse plus que 42 kilos. En cette même année 1945, elle épouse Jean Binon. Un premier enfant naît en 1946, un deuxième en 1947,,.

## Le Brésil, terre d'adoption
En 1949, Gisèle quitte la métropole française avec son mari pour un séjour de huit ans en Afrique, où Jean Binon est chargé de développer l'enseignement. Ce séjour les conduit au Cameroun, puis au Tchad, entreprenant également un voyage qui les mène au Congo, au Congo belge, en Ouganda, au Kenya et au Tanganyika, dans un contexte politique tendu, à la veille d'un mouvement général de décolonisation. Gisèle Cossard prend également conscience, durant ces années sur le continent africain, qu'il existe d'autres façons de penser et de vivre que les approches qui prévalent dans le monde occidental, même si sa méconnaissance des dialectes l'empêche de comprendre réellement le mystère africain,.
En 1956, ils retournent en France mais n'y restent cependant que quelques années. En 1958, le général de Gaulle revient « aux affaires », devenant le dernier président du Conseil de la IVe République puis, en janvier 1959, le 18e Président de la République française et le premier de la Ve République. Grâce à des amitiés gaullistes, Jean Binon, alors inspecteur d'académie à Angoulême, est nommé conseiller culturel à l'ambassade française au Brésil, à Rio de Janeiro. Il rejoint cette nouvelle affectation par avion. Gisèle Cossard et leurs enfants arrivent sur place quelques semaines plus tard, par bateau, le lendemain du carnaval. Gisèle à trente-six ans. « Je pensais découvrir des Indiens, mais je me suis vite rendu compte que l'Afrique est partout présente », dit-elle de sa découverte de ce pays.

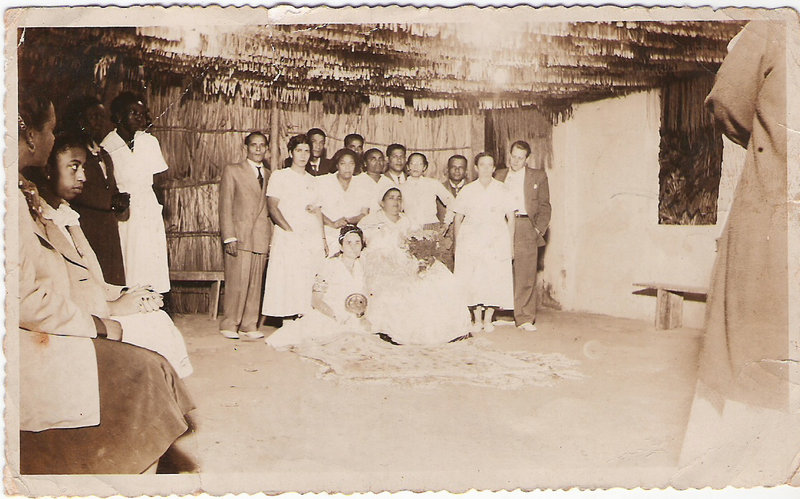
Terreiro de candomblé de Joãozinho da Goméia

Une fois arrivée, elle apprend vite le portugais et se fait plusieurs amis. Elle commence à lire Érico Veríssimo, Jorge Amado et s'intéresse aux liens unissant le Brésil et l'Afrique. 
Comme elle, les enfants s'adaptent rapidement à Rio de Janeiro, et se font  beaucoup d'amis. Étrangement, son mari se sent une grande aversion pour le Brésil, les Brésiliens et la culture afro-brésilienne; cette dichotomie ne tarde pas à provoquer des problèmes au sein du couple.
Le 5 décembre 1959, Gisèle Cossard assiste à une cérémonie dans un terreiro de candomblé, animé par Joãozinho da Goméia,  et entre en transe. Après une période d'hésitation, Gisèle Cossard commence son initiation, quelques mois plus tard, en 1960, et devient Omindarewá, qui signifie «l'eau claire». Elle lit ce qui existe sur le candomblé, notamment les études de Pierre Verger et Roger Bastide. En 1962, elle a l'opportunité d'effectuer un voyage au Bénin, où le candomblé a ses sources, passant par Kétou, Savalou, Pobè, Abomey, Ouidah, Porto-Novo, etc..

## Vie universitaire et retour au Brésil
En 1963, elle se sépare de son mari et part en France soutenir une thèse sur le candomblé à la Sorbonne. Elle y rencontre Pierre Verger, et ils deviennent amis. Devenu professeur d'université, elle essaye de mener une «vie normale» en France, mais en 1972, incapable de supporter la nostalgie et ses enfants devenus indépendants, elle retourne au Brésil et y travaille comme conseillère pédagogique au Service Culturel français.

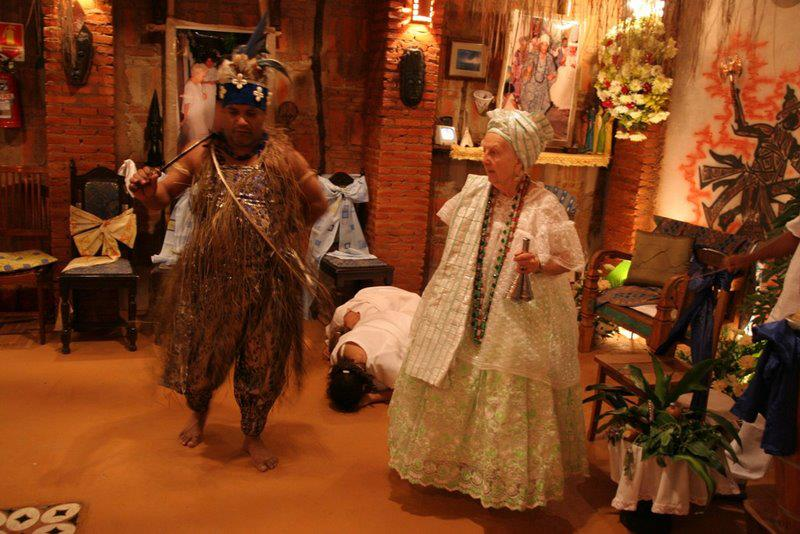
Omindarewa em Campinas

Les circonstances de la vie (notamment un grave  accident de voiture subi en décembre 1973), la décide à reprendre contact avec un lieu de culte du candomblé et d'y reprendre son initiation. Celle-ci la mène à la charge sacerdotale de mère de saint, sous le nom de Mãe Gisele de Iemanjá, d’un temple de la grande banlieue de Rio de Janeiro. Elle fonde son terreiro à mi-décembre 1975.
En 1978, étant depuis six ans en poste à l'étranger, elle doit théoriquement revenir en France, mais obtient de l’Éducation nationale une prolongation de son séjour de deux ans. Puis en 1980, elle obtient un congé administratif, avec quelques heures d'enseignement, avant d'être en retraite en 1983.

## Mãe Gisele de Iemanjá
Installé à Duque de Caxias (Rio de Janeiro), le centre de candomblé animé par Mãe Gisele grandit progressivement et compte jusqu'à 400 initiés. Elle décède en janvier 2016, à Rio de Janeiro, après avoir choisie quelques années auparavant une personne pour lui succéder.

## Publications

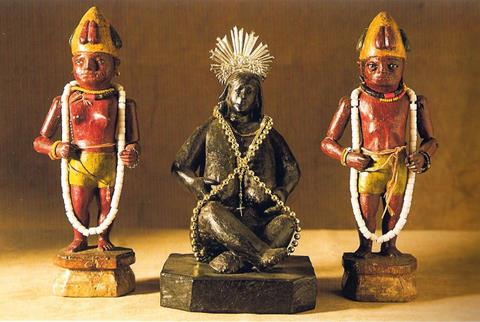
Ibejis e Iemanjá, XIXe siècle, Musée Afro Brasil, São Paulo.

- Contribution à l’Étude des Candomblés du Brésil. Le Rite Angola, 3e cycle, Faculté des lettres et Sciences humaines, Paris, 1970.
- « Le rôle de la femme de couleur dans les religions afro-brésiliennes », dans Roger Bastide (dir.) et al., La femme de couleur en Amérique latine, Paris, Éditions Anthropos, 1974, p. 75-96.
- (pt) « Filha de Santo », dans Carlos Eugênio Marcondes de Moura (org.), Olóòrisà: Escritos sobre a Religião dos Orixás, São Paulo, Brésil, 1981.
- (pt) « A Antropóloga Diz », dans Hubert Fichte, Etnopoesia: Antropologia Poética das Religiões Afro-Brasileiras, São Paulo, Brésil, 1987, p. 39-91.
- (pt) AWÔ, O Mistério dos Orixás, Éditions Pallas, 2006.